# リトミシュル駅
リトミシュル駅（リトミシュルえき）はチェコ共和国パルドゥビツェ県スヴィタヴィ郡リトミシュル町にある、チェコ国鉄ホツェニ - リトミシュル線(018号線)の駅である。

## 駅構造

### ホーム
一面一線の駅である。
| のりば | 路線    | 行先         | 備考 |
| ------ | ------- | ------------ | ---- |
| 1      | 018号線 | ホツェニ方面 |      |

### ダイヤ
平日は一日7本、休日は一日6本の発着。

## 駅周辺
リトミシュルの中心部に近い。
- リトミシュル城
- スメタナ生家

### 周辺の主要な道
- 欧州自動車道路E442号線

## 隣の駅
チェコ国鉄
018号線
普通
リトミシュル駅 - リトミシュル停留所